# Principi di Černihiv

Stemma dei principi di Černihiv

I Principi di Černihiv furono knjaz, regnanti o sottoregnanti, del Principato di Černihiv, un'entità che occupava nei primi secoli dopo l'anno mille, una zona tra Ucraina, Bielorussia e Russia.

## Lista dei principi di Černihiv
- Mstislav Vladimirovič l'Audace, 1024–1036
- Svjatoslav Jaroslavič, 1054–1073
- Vsevolod Jaroslavič, 1073–1076
- Vladimir Monomach, 1076–1077
- Boris Vjačeslavič, 1077
- Vsevolod Jaroslavič, 1077–1078
- Oleg Svjatoslavič, 1078
- Vladimir Monomach, 1078–1094
- Oleg Svjatoslavič, 1094–1097
- Davyd Svjatoslavič, 1097–1123
- Jaroslav Svjatoslavič, 1123–1126
- Vsevolod Ol'govič, 1126–1139
- Vladimir Davydovič, 1139–1151
- Izjaslav Davydovič, 1151–1154
- Svjatoslav Ol'govič, 1157–1164
- Oleg Svjatoslavič, 1164
- Svjatoslav Vsevolodič, 1164–1177
- Jaroslav II Vsevolodič (1176–1198)[1][2]
- Igor' Svjatoslavič il Coraggioso (1198-1201/1202[3])[1]
- Oleg III Svjatoslavič (1201/1202[3]-1204)[1]
- Vsevolod Svjatoslavič Čermnyj (1204-1206/1208)[1]
- Gleb I Svjatoslavič (1206/1208-1215/1220[4])[1]
- Mstislav II Svjatoslavič (1215/1220[4]-1223)[1]
- San Michele I Vsevolodič (1223–1235)[1]
- Mstislav III Glebovič (1235-1239/1241)[1]
- Rostislav I Michajlovič (1241–1242)[1]
- San Michele I Vsevolodič (1242–1246)[1]
- Roman I Michajlovič il Vecchio (1246/1247-after 1288)[1][5][6]
- Oleg Romanovič, XIII secolo
- Michail, fine del XIII e inizio del XIV secolo
- Michail Aleksandrovič, XIV secolo
- Roman Michajlovič (il giovane), m. 1370
- "Dmitrij" Kaributas (Koribut o Korybut), c. 1372-1393
- Roman Michajlovič (il giovane), restaurato, 1393–1401